# Vivian Woodward
Vivian Woodward (Kennington, Regne Unit de la Gran Bretanya i Irlanda, 3 de juny de 1879 − Ealing, Regne Unit, 31 de gener de 1954) fou un futbolista anglès, guanyador de dues medalles olímpiques d'or.

## Biografia
Va néixer el 3 de juny de 1879 a la ciutat de Kennington, població situada a l'anomenat Gran Londres, que en aquells moments formava part de l'anomenat Regne Unit de la Gran Bretanya i Irlanda i actualment del Regne Unit.
Va morir el 31 de gener de 1954 a la seva residència d'Ealing, ciutat també situada a l'àrea metropolitana de Londres.

## Carrera esportiva
Jugà com a davanter al llarg de la seva carrera en els clubs Tottenham Hotspur FC (1901-1909) i Chelsea FC (1909-1915).
Membre de la selecció de futbol d'Anglaterra en 23 ocasions, va marcar 29 gols. Així mateix participà, als 28 anys, als Jocs Olímpics d'Estiu de 1908 celebrats a Londres (Regne Unit) amb la selecció unificada del Regne Unit, amb la qual aconseguí guanyar la medalla d'or. En els Jocs Olímpics d'Estiu de 1912 celebrats a Estocolm (Suècia) aconseguí revalidar el seu títol olímpic.